# Peter Robinson (Ökonom)
Peter Michael Robinson (* 20. April 1947) ist ein britischer Mathematiker und Wirtschaftswissenschaftler, der sich insbesondere im Bereich der Ökonometrie hervorgetan hat.

## Werdegang, Forschung und Lehre
Robinson studierte zunächst am University College London, wo er 1968 als Bachelor of Science graduierte, ehe er 1969 sein Studium an der London School of Economics mit einem Master of Science abschloss. Im April 1973 beendete er erfolgreich sein Ph.D.-Studium in Statistik an der Australian National University. Ab dem Sommer des Jahres lehrte und forschte er an der Harvard University, zunächst als Assistant Professor und ab 1977 als Associate Professor. 1979 wechselte er an die University of British Columbia, ehe er im folgenden Jahr an der University of Surrey zum ordentlichen Professor an der mathematischen Fakultät berufen wurde. 1994 kehrte er als Professor für Ökonometrie an die London School of Economics zurück, wo er 1995 den renommierten Tooke-Lehrstuhl übernahm. Zwischen 1986 und 1992 war Robinson Redakteur des Periodikums Economica, zudem war er zeitweise Co-Chefredakteur bei den Zeitschriften Econometric Theory, Econometrica, Journal of Econometrics und dem Journal of Time Series Analysis.
Robinson ist Fellow der Econometric Society, des Institute of Mathematical Statistics, der British Academy sowie der Royal Society of Arts und Mitglied des International Statistical Institute.
Robinsons Arbeitsschwerpunkte liegen auf Zeitreihenanalysen, nichtparametrischer Statistik, semiparametrischer Regression und räumlicher Ökonometrie.